# 对映异构

乳酸有手徵性，S-(+)-乳酸（左邊）與R-(-)-乳酸（右邊）彼此是對方不可疊加的鏡像，是生物學中重要的對映體。更詳細地說，S-(+)-乳酸的鏡像是R-(-)-乳酸，不是S-(+)-乳酸，S-(-)-乳酸的鏡像是R-(+)-乳酸，不是S-(-)-乳酸。

對映異構體（英語： (/ɪˈnæntiəmər, ɛ-, -tioʊ-/ ə-NAN-tee-ə-mər)），又稱對掌異構物、光學異構物、鏡像異構物或旋光异构体，是不能與彼此立體鏡像異構體完全重疊，具有不同光學性質的一種立體異構。IUPAC不推薦使用光學異構一詞。
互為鏡像（mirror images）的分子。不对称碳原子和四種不同的原子或原子基團連結，不對稱碳為手性中心。當有n個手性中心時，則最多有2的n次方立體異構物。
來源於希臘文，具有左手對右手那樣鏡像關係的一對物質。無論怎樣擺佈都不能使這些鏡像成為同一物。有對稱平面的物質不能是對映體，因為它和它的鏡像是等同的。乳酸那樣的分子對映體，除了與其他不對稱分子的化學反應以及與偏振光作用外，具有完全相同的化學物質。對映體在結晶學中很重要，因為許多晶體是由單個分子的右手型和左手型交替排列的。對晶體的完整描述，就是要說明這些型體彼此間是如何混合的。兩種光學活性的酒石酸，即所謂D-酒石酸和L-酒石酸就是一對對映體的實例。

## 歷史
1849年，法國化學家路易·巴斯德（Louis Pasteur）發現從在釀酒的容器中，取得的酒石酸鹽可以使平面偏振光旋轉，但是使用其他來源的酒石酸鹽卻無法測定出此性質。而此二者不同之處即是能否讓平面偏極光旋轉，原因就是此二者為光學異構物。
1874年，荷蘭化學家凡特荷夫（Jacobus Henricus van 't Hoff）和法國化學家列貝爾成功用連接到碳原子的四面體結構的理論解釋此異構物種類的旋光性質。

## 參閱
- 手性
- 同分異構體
- 同素異形體

## 外部連結
- chemwiki:stereoisomerism （页面存档备份，存于）